# REC
För solenergiföretaget, se Renewable Energy Corporation.
REC (eller [●REC]) är en spansk skräckfilm från 2007 i regi av Jaume Balagueró och Paco Plaza. Filmen hade premiär i Spanien i november 2007. Den har fått en uppföljare, REC 2, som tar vid där den första filmen slutade.

## Handling
Handlingen i REC kretsar kring tv-reportern Ángela och hennes kameraman Pablo som gör ett inslag om ett nattskift på en av Barcelonas brandstationer. Hon får under en natt följa med brandmännen Álex och Manu. Stationen får in ett larm från en gammal kvinna som är instängd i sin lägenhet. När de anländer och brandmännen och två polismän bryter upp dörren till kvinnans lägenhet attackerar plötsligt kvinnan en av poliserna och biter honom. Snart framkommer det att en våldsam, okänd, muterad sjukdom infekterar personer i huset via saliv. Polisen och militären sätter huset under karantän och kamerateamet, brandmännen, polismännen och invånarna i huset blir instängda samtidigt som kameramannen fortsätter att filma händelserna.

## Om filmen
2002 gjorde Balagueró och Plaza dokumentären OT, The Movie tillsammans. Grundkonceptet och fotot i REC påminner om det i The Blair Witch Project och Cloverfield då den är filmad av en "amatörfotograf" som också är en av rollerna i handlingen. Filmens namn kommer från den blinkande text som syns i kameran då den spelar in och understryker således filmens idé.
Det finns i dagsläget tre trailers till filmen där de två första består av klipp från filmen, medan den tredje inte visar filmen alls utan den skräckslagna publiken på filmpremiären filmade med mörkerkamera.
Innan filmen ens hade haft premiär köptes rättigheterna till den upp för att göra en nyinspelning kallad Quarantine, regisserad av John Erick Dowdle. Den nya filmen hade premiär den 10 oktober 2008 i USA och 5 december samma år i Sverige. 

## Rollista i urval
- Manuela Velasco - Ángela Vidal
- Pablo Rosso - Pablo
- Ferrán Terraza - Manu
- Jorge Serrano - Sergio
- David Vert - Álex